# علامة طبية

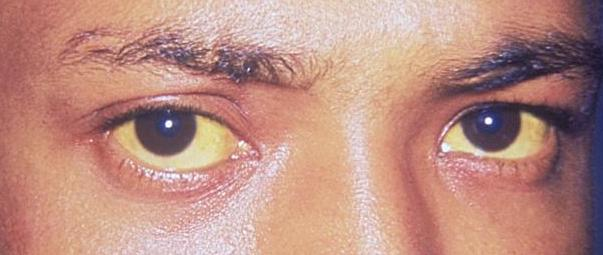

الدليل عند الأطباء هو العلامة كما يستدل من حمرة القارورة على غلبة الدم، ومن صفرته النارنجية على الصفراء. وقيل هو علامة يهتدي بها الطبيب إلى المرض. وقد يطلق على القارورة لأنّه يهتدي بها إليه. وإنّما خصّ الأطباء البول بالدليل تنبيها على أنّ له مدخلاً عظيماً في الاستدلال على أحوال البدن.

## العلامة
العَلاَمَة أو العلامة السريرية دليل موضوعي على بعض الحقائق أو الخصائص الطبية يمكن تحريها من قبل الطبيب خلال الفحص السريري أو يتحراها العالم السريري للفحص الحي (بالإنجليزية: In Vivo)‏ لمريض. وقد لا تكون العلامة الطبية ذات مغزى للمريض أو ربما لا ينتبه لوجودها ولكنها لمقدم الرعاية الصحية لها معنى ولها أهمية في وضع التشخيص للحالة الطبية التي أنتجت الأعراض، ومن الأمثلة على هذه الأعراض تعجر الأصابع أو فرط ضغط الدم وأعراض أخرى كثيرة قد لا يهتم لها المريض أو لا يشعر بها. يوجد اختلاف هام بين الأعراض والعلامات، فالعلامات يلاحظها الطبيب أو يسأل عنها بينما الأعراض يبلغ عنها المريض نفسه.